# 愛空みなみ
愛空 みなみ（あいそら みなみ、10月6日 - ）は、宝塚歌劇団雪組に所属する娘役。
大阪府池田市、履正社学園豊中中学（現履正社中学校）出身。身長162cm。愛称は「みなみ」。

## 来歴
2017年4月、宝塚音楽学校入学。
2019年3月、宝塚音楽学校を卒業し、第105期生として宝塚歌劇団に入団。入団時の成績は26番。4月、宙組宝塚大劇場公演「オーシャンズ11」で初舞台。公演終了後、雪組に配属。
2025年4月、雪組新トップスター朝美絢の大劇場お披露目公演「ROBIN THE HERO」で新人公演初ヒロイン。

## 主な舞台

### 初舞台
- 2019年4 - 5月、宙組『オーシャンズ11』（宝塚大劇場]のみ）

### 雪組時代
- 2020年1 - 3月、『ONCE UPON A TIME IN AMERICA』
- 2021年1 - 4月、『fff-フォルティッシッシモ-／シルクロード〜盗賊と宝石〜』[注釈 1]
- 2021年6月、『ヴェネチアの紋章』 - ラウドミア『ル・ポァゾン 愛の媚薬-Again-』（全国ツアー）
- 2021年8 - 11月、『CITY HUNTER／Fire Fever!』  - 新人公演：野上唯香（本役：有栖妃華）
- 2022年1月、『Sweet Little Rock 'n' Roll』（宝塚バウホール） - ポーラ
- 2022年3 - 6月、『夢介千両みやげ／Sensational!』
- 2022年7 - 8月、『心中・恋の大和路』（シアタードラマシティ・日本青年館）
- 2022年10 - 12月、『蒼穹の昴』 - 新人公演：西太后付き女官（本役：琴羽りり）
- 2023年2 - 3月、『BONNIE & CLYDE』（御園座） - エレノア
- 2023年4 - 7月、『Lilacの夢路／ジュエル・ド・パリ!!』 - 新人公演：夢人（本役：希良々うみ）
- 2023年8 - 9月、『愛するには短すぎる／ジュエル・ド・パリ!!』（全国ツアー）
- 2023年12 - 2024年2月、『ボイルド・ドイル・オンザ・トイル・トレイル／FROZEN HOLIDAY（フローズン・ホリデイ）』 - 新人公演：アリス（本役：有栖妃華）[注釈 2]
- 2024年4 - 5月、『39 Steps』（宝塚バウホール） - エルシー
- 2024年7 - 10月、『ベルサイユのばら-フェルゼン編-』 - 女官長、新人公演：カトリーヌ（本役：希良々うみ）／小公女（本役：華純沙那）／農民の女（本役：瑞季せれな）
- 2024年12 - 2025年1月、『FORMOSA!!（フォルモサ）』（ドラマシティ・KAAT神奈川芸術劇場） - ホリー／ポルニーン
- 2025年3 - 6月、『ROBIN THE HERO／オーヴァチュア!』 - メアリー、新人公演：マリアン・メイデン（本役：夢白あや）新人公演初ヒロイン[5][6]
- 2025年8 - 9月、『An American in Paris（パリのアメリカ人）』（御園座） - 香水店の店員 アマンディーヌ
- 2025年11 - 2026年2月、『ボー・ブランメル〜美しすぎた男〜』『Prayer〜祈り〜』